# Símbolo Soyombo
El soyombo (en mongol: Соёмбо ᠰᠣᠶᠤᠮᠪᠤ del sánscrito: swayambhu) es un ideograma que forma parte del alfabeto soyombo, y que se convirtió en un símbolo nacional de Mongolia. Está presente en la bandera nacional desde 1921, en el escudo nacional de armas desde 1992, así como en monedas, sellos, etc.

## Significado

El dorado Soyombo

Los mongoles dieron a los elementos del símbolo soyombo los siguientes significados sin jerarquía de importancia:
- Fuego: es un símbolo de la riqueza y el éxito. Las tres lenguas de la llama representan el pasado, el presente y el futuro.
- El Sol (●) y la Luna (☽): símbolos antiguos del tengrianismo que representan el padre cielo y, por tanto, del origen del pueblo mongol.
- Dos triángulos (▼) similares al extremo de una flecha o de una lanza. Apuntan hacia abajo para señalar la derrota de los enemigos internos y externos.
- Dos rectángulos horizontales (▬): dan estabilidad a la forma redondeada. Cada rectángulo representa la honestidad y justicia para el pueblo de Mongolia, tanto si están arriba o abajo en la sociedad.
- El símbolo taijitu (☯, también conocido como yin-yang): ilustra la complementación mutua de hombres y mujeres. En los tiempos socialistas se interpretó como un par de peces, como un símbolo de vigilancia porque los peces nunca cierran los ojos.
- Dos rectángulos verticales (▮): pueden ser interpretados como el muro de un fuerte. Representan la unidad y la fuerza y está basado en el proverbio mongol "la amistad mutua es más fuerte que muros de piedra".[1]

## Unicode
El símbolo soyombo está disponible en Unicode mediante los siguientes caracteres:
| Carácter | Punto de código | Descripción                                  |
| -------- | --------------- | -------------------------------------------- |
| 𑪞        | U+11A9E         | Símbolo soyombo con luna, sol y triple llama |
| 𑪟        | U+11A9F         | Símbolo soyombo con luna, sol y llama        |
| 𑪠        | U+11AA0         | Símbolo soyombo con luna y sol               |

El bloque soyombo fue incorporado a Unicode en junio de 2017 en la versión 10.0.

## Banderas que incorporan variantes del símbolo soyombo

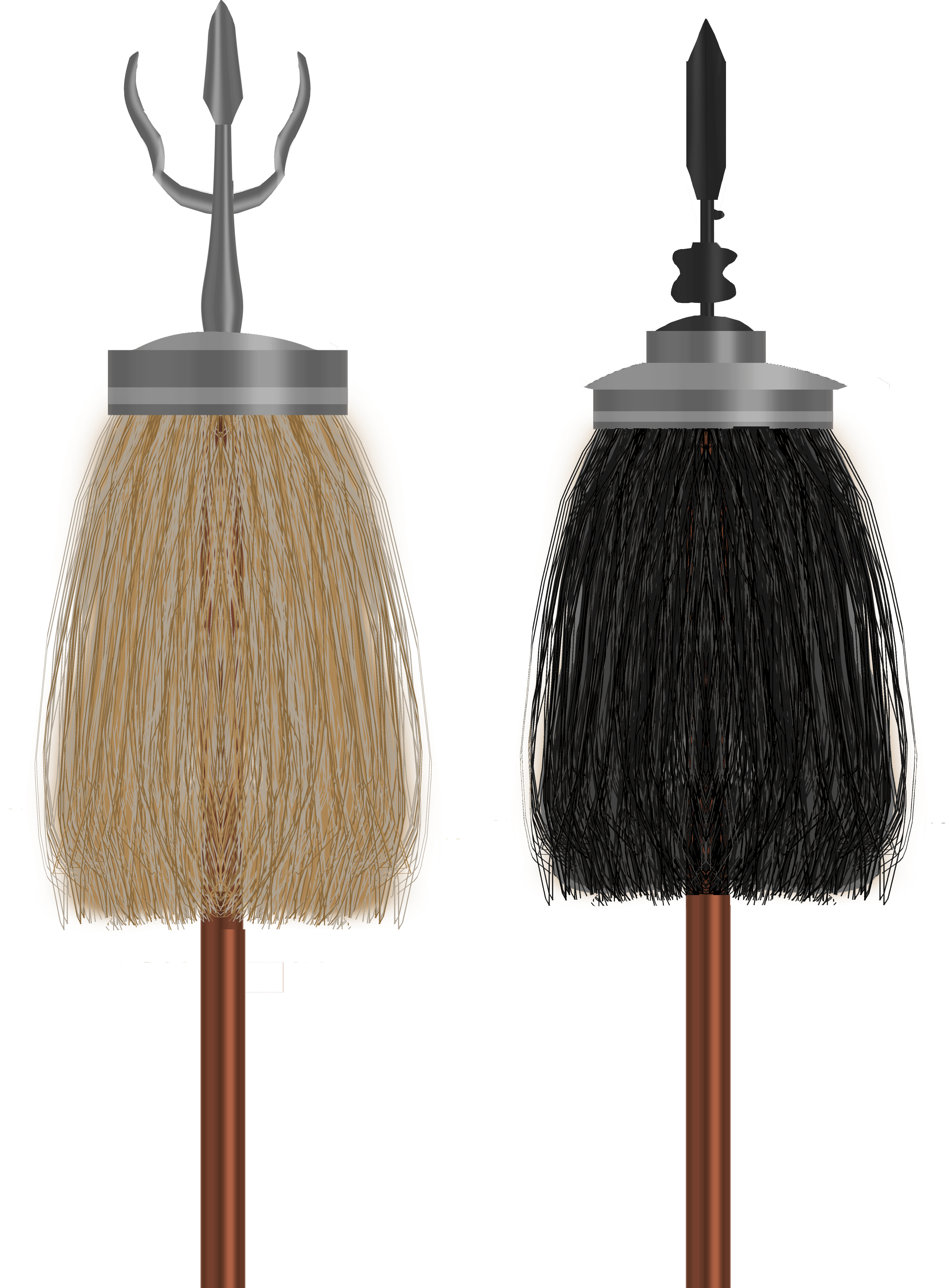
Banderas del Imperio mongol
Bandera de Mongolia
Bandera de Buriatia
Bandera del Ókrug de Aga Buriatia
Bandera del Partido del Pueblo de Mongolia Interior